# ハッピーサンデー・ハッピートゥモロー
ハッピーサンデー・ハッピートゥモロー（Happy Sunday Happy Tomorrow）とは、岐阜放送（ぎふチャン）で放送される、トーク番組。パーソナリティーは、ひらやま れいこ。

## 内容
4人のパーソナリティーが週替わりで、政治経済、社会問題に関してのトークを行う。「日曜日の朝、幸せな日曜日、そして幸せな明日を創るために、私たちが出来ることは何か？」を考えることをテーマにしている。

## 放送時間
- 日曜 8:30 - 8:45（15分）

## パーソナリティ
- ひらやま れいこ
- のはらのりこ（幸福実現党[2]）
- 加納有輝彦（幸福実現党[3]）
- 河田成治（幸福の科学 岐阜支部長[3]）
- 濱石昭（幸福の科学 多治見支部長[3]）